# Grand théâtre de Chang'an

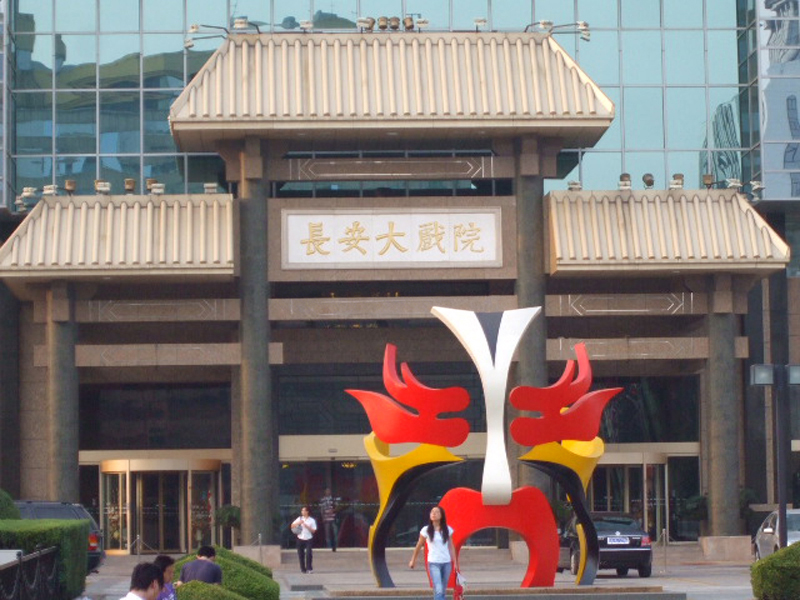
Entrée du théâtre

Le grand théâtre de Chang'an est fondé en 1937 à Xidan, une rue commerciale animée de Pékin et ouvert de nouveau au public sous le même nom en septembre 1996 dans la tour Guanghuachang'an au côté nord de l'avenue Chang'an. Le théâtre est un des lieux de diffusion de l'opéra de Pékin.
La décoration du théâtre marie la tradition chinoise et la modernité dont la décoration est typique des dynasties des Ming et des Qing. 